# PSX (console de jeux vidéo)
Pour les articles homonymes, voir PSX.
Annoncée le 7 octobre 2003 à Tokyo, la PSX sortit le 13 décembre 2003 au Japon.
C'est un appareil vendu en tant qu'enregistreur vidéo numérique et centre multimédia élaboré par Sony, pouvant faire office de console de jeux vidéo basée sur la PlayStation 2.
C'est une PS2 améliorée (à l'aspect inédit), comportant un graveur de DVD, un tuner TV intégré et un disque dur de 160 Go et ainsi que 250 Go pour les dernières versions.
Elle est vendue au Japon 79 800 yens soit environ 615 €.
Cette machine est capable d'enregistrer la télévision sur le disque dur et de graver ces enregistrements sur DVD ; son interface graphique bénéficie de l'interface graphique « Xross Media Bar » (ou XMB, que l'on retrouve sur les PSP et PS3) permettant de naviguer à l'écran dans les différentes sections que propose la machine (musique, vidéo, etc.) par l'intermédiaire d'icônes dédiées.
Du fait de son positionnement bancal s'adressant a des marchés différents, au fait qu'aucune manette n'était fournie avec la machine (une DualShock blanche avec câble de 4 m existait en accessoire optionnel), et de son tarif prohibitif, la PSX fut un énorme échec commercial de Sony au Japon ; cet échec motiva la firme à décider de ne pas sortir cette machine en Europe et aux États-Unis.
Note : « PSX » est également l'appellation courte donnée par les joueurs à la console PlayStation, ce qui peut porter à confusion.

## Fonctions
La PSX est un enregistreur vidéo numérique, avec entrées RF, S-Video et composite. Elle est capable d'accorder la VHF et la télévision par câble. Elle est fournie avec une télécommande et peut aussi se connecter avec une PlayStation Portable pour transférer des vidéos et des musiques via le port USB. Elle inclut aussi des logiciels pour vidéos, photos et musique.
La PSX supporte les jeux de PlayStation et PlayStation 2 basée sur la PlayStation 2, avec l'Emotion Engine, Graphics Synthesizer et le processeur I/O. Il supporte la compatibilité des jeux en ligne utilisant un adaptateur réseau. Les jeux utilisant le PS2 HDD (comme Final Fantasy XI en Amérique du Nord) fonctionnent.
La PSX n'inclut pas de manette. Une manette DualShock 2 USB blanche spéciale était vendue séparément. Pourtant, la DualShock originale est supportée par la console puisque 2 ports manettes sont intégrés derrière celle-ci ainsi que la carte mémoire via le port au-devant de la console.
La PSX est aussi connue pour l'introduction de l'interface graphique de Sony, le XMB, qui sera utilisée plus tard sur PlayStation Portable, PlayStation 3, un modèle de télévision BRAVIA et d'autres appareils de Sony.

## Modèles
Les modèles DESR-5000 et DESR-7000 furent les modèles de lancement, avec respectivement 160 GB et 250 GB de disque dur.
La PSX est sortie dans huit configurations de vente au détail au cours de sa durée de vie ; la série 5000 (avec un logo en relief sur le dessus et une bande grise à l'arrière) livrée avec des disques durs de 160 Go, tandis que la série 7000 (avec un logo coloré sur le dessus et une bande noire à l'arrière) contenait des disques de 250 Go. Les mises à jour logicielles ont été mises à disposition par disque et par téléchargement.
Un Tuner avec réduction de parasites a été ajouté aux modèles 7500/7700. L'inclusion des connecteurs de radiodiffusion par satellite BS (japonais) et de connecteurs UHF/VHF variait selon le modèle. Seule la révision finale (5700/7700) fut compatible avec la PlayStation Portable pour le transfert de vidéo.
| Modèle    | Stockage  | Voyant d'accès au disque dur avant | i.LINK port | VHF/UHF Entrée | VHF/UHF Sortie | BS Entrée | BS Sortie | Compatible PSP |
| --------- | --------- | ---------------------------------- | ----------- | -------------- | -------------- | --------- | --------- | -------------- |
| DESR-5000 | 160GB HDD | Non                                | Non         | Oui            | Non            | Oui       | Non       | Non            |
| DESR-7000 | 250GB HDD | Non                                | Non         | Oui            | Non            | Oui       | Non       | Non            |
| DESR-5100 | 160GB HDD | Non                                | Non         | Oui            | Non            | Oui       | Non       | Non            |
| DESR-7100 | 250GB HDD | Non                                | Non         | Oui            | Non            | Oui       | Non       | Non            |
| DESR-5500 | 160GB HDD | Oui                                | Non         | Oui            | Oui            | Non       | Non       | Non            |
| DESR-7500 | 250GB HDD | Oui                                | Oui         | Oui            | Oui            | Oui       | Oui       | Non            |
| DESR-5700 | 160GB HDD | Oui                                | Non         | Oui            | Oui            | Non       | Non       | Oui            |
| DESR-7700 | 250GB HDD | Oui                                | Oui         | Oui            | Oui            | Oui       | Oui       | Oui            |

Tous les modèles ont deux ensembles de voyants lumineux, voyants d'alimentation et récepteurs infrarouges ; une première bande le long de l'avant pour l'orientation horizontale et une deuxième bande le long du haut vers l'arrière pour l'orientation verticale. L'indicateur « Disk Rec » se trouve uniquement à l'avant de l'appareil sur les modèles ultérieurs.

### Spécifications techniques
| Modèle d'enregistreur DVD "PSX" avec disque dur | DESR-5000 DESR-7000 DESR-5100 DESR-7100 DESR-5500 DESR-7500 DESR-5700 DESR-7700 |
| Prix de détail suggéré                          | 160 Go : 104.790 yens (hors taxe 99.800 yens) 250 Go : 83.790 yens (hors taxe 79.800 yens) |
| HDD                                             | 160 Go 250 Go |
| Mode d'enregistrement                           | HQ HSP SP (standard) EP LP SLP |
| CPU GPU                                         | 90nm Emotion Engine + Graphics Synthesizer |
| Moteur Logiciel                                 | OS temps réel basé pour PS2 |
| Médias enregistrables                           | DVD-R (Video format) DVD-RW (Video format, VR format) DVD+RW (VR format) |
| Format de lecture                               | DVD-VIDEO DVD-R (Video format) DVD-RW (Video format, VR format) DVD+RW (VR format) CD CD-R, Memory Stick "PlayStation" CD-ROM "PlayStation 2" CD-ROM/DVD-ROM |
| Tuner                                           | Analogique Terrestre (VHF1-12ch, UHF13-62ch, CATV13-35ch) Satellite Analogique BS (1,3,5,7,9,11,13,15ch) |
| Doublage                                        | HDD→DVD high-speed Dubbing (12X max) (-R) |
| Lecture Video                                   | Programme enregistré pendant l'enregistrement sur disque dur |
| Montage Video                                   | Edition GOP Interface Utilisateur haute vitesse |
| Timer                                           | EPG (G Guide) |
| Photo                                           | JPEG |
| Musique                                         | ATRAC3 |
| Jeux                                            | Logiciels "PlayStation"/"PlayStation 2" |
| Réseau                                          | Ethernet 100 base/TX |
| Ports                                           | 1 D output (D1/D2) 1 Composite/S Video/Stereo sound output 1 Optical digital Audio (SPDIF) 1 Composite/S Video/Stereo sound input 1 USB port (Ver. 1.1), 1 Memory Stick slot 2 fentes format Memory card "PlayStation" "PlayStation 2" 2 ports pour manettes analogique "PlayStation" "PlayStation 2" |
| Dimensions                                      | 312 × 323 × 88 mm (W x H x D) |
| Poids                                           | Approximativement 5,8 kg |
| Accessoires                                     | Télécommande pour PSX Câble AV, Câble antenne Cordon secteur |

### Particularités
Des mises à jour de firmware furent disponibles tout au long de la vie commerciale de la machine :
Bien que doté d’un port Ethernet, les mises à jour de la console ne se faisaient pas via une connexion Internet.
En effet, il était nécessaire de contacter Sony afin de se faire envoyer un DVD de mise à jour.
Ce service de mise à jour a été fermé le 28 février 2014, la dernière version de firmware fut la 1.31.